# Carlos Enríquez
Carlos Milton Enríquez Garzón (Puembo, 22 maggio 1966) è un ex calciatore ecuadoriano, di ruolo portiere.

## Carriera
In Nazionale ha disputato l'incontro amichevole del 2 aprile 1987 pareggiato per 0-0 contro Cuba.